# Burg Stuttgart
Die Burg Stuttgart ist eine abgegangene Burg vermutlich in der ehemaligen Grabenstraße 11 (heute Königstraße / Unter der Mauer, zwischen Schul- und Stiftsstraße) und damit identisch mit dem 1944 ausgebrannten und 1953 abgebrochenen Alten Steinhaus in Stuttgart.
Der Überlieferung nach wurde die Burg um 1100 von Bruno von Beutelsbach, Abt des Klosters Hirsau (gestorben 1120) erbaut. Von der ehemaligen Burganlage ist nichts erhalten. Diskutiert wird auch, ob die von Bruno errichtete Burg einer der Vorläuferbauten des etwa 200 Meter weiter nordöstlich gelegenen Alten Schlosses war.